# Trofeo Baracchi 1980
Il Trofeo Baracchi 1980, ventinovesima edizione della corsa, si svolse il 25 ottobre 1980, da Brembate a Bergamo, su un percorso di 87,0 km.   
La vittoria fu conquistata dalla coppia Alfonse De Wolf e Jean Luc Vandenbroucke, che completarono il percorso in 1h47'44", precedendo Ludo Peters e Theo De Rooij, che si aggiudicarono il secondo posto, e Josef Fuchs e Daniel Gisiger, che salirono sul terzo gradino del podio.
I corridori che presero il via in questa edizione della corsa erano 14, suddivisi in 7 coppie. 

## Ordine d'arrivo (Top 10)
| Pos. | Corridore                             | Tempo    |
| ---- | ------------------------------------- | -------- |
| 1    | Alfons De Wolf Jean Luc Vandenbroucke | 1h47'44" |
| 2    | Ludo Peters Theo De Rooij             | a 1'11"  |
| 3    | Joseph Fuchs Daniel Gisiger           | a 3'42"  |